# Majestica
Majestica är ett power metal-band från Boden i Norrbottens län. Bandet släppte sitt debutalbum, Above the Sky, 2019 och har skivkontrakt med Nuclear Blast Records.

## Historik
Bandet hette ursprungligen ReinXeed och var från början sångaren och gitarristen Tommy Johanssons soloprojekt. ReinXeed grundades 2000 i Vindeln. Efter att ha spelat in en demo och en EP-skiva debuterade projektet med fullängdsalbumet The Light 2008. Därefter släpptes en skiva om året fram till 2013, samtliga utgivna på Rivel Records (sedermera Liljegren Records) i Europa och på skivbolagen Nexus och Seven Seas i Japan. Därutöver spelade Johansson även in två album med covers på svenska band som ABBA, Ace of Base och Roxette. Under denna tidsperiod hade bandet ett flertal medlemmar som kom och gick.
År 2013 valde Tommy att lägga bandet på is för att ägna sig åt andra projekt, däribland sin YouTube-kanal, där han regelbundet laddar upp videos med coverversioner på låtar inom olika genrer, samt även eget material. Därutöver var han gitarrist i bandet Sabaton mellan åren 2016 och 2024.
Efter att ha beslutat sig för att återuppta bandkarriären bytte man namn till Majestica och spelade in debutskivan Above the Sky med de nya medlemmarna Chris David på elbas och Alex Oriz på gitarr. Då man inte hade en fast trummis engagerades Uli Kusch (ex-Helloween, ex-Gamma Ray, ex-Masterplan) till studion. Skivan släpptes i juni 2019 och gavs även ut i Japan och Sydkorea.
År 2020 rekryterades en fast trummis i Joel Kollberg och i december samma år släpptes julskivan A Christmas Carol. Året efter tvingades gitarristen Alex Oriz att hoppa av bandet efter att ha varit med om en allvarlig brännskada. Han ersattes av Petter Hjerpe.
Bandet har spelat live på bland annat Brainstorm Festival i Nederländerna 2021, Metalfest Open Air i Tjeckien och Graspop Metal Meeting i Belgien 2022. De uppträdde på Wacken Open Air 2025.
Majesticas tredje studioalbum, Power Train, släpptes i februari 2025.

## Medlemmar
Nuvarande medlemmar
- Tommy Johansson – sång, gitarr (2019– )
- Chris David – basgitarr, sång (2019– )
- Joel Kollberg – trummor (2020– )
- Petter Hjerpe – gitarr (2021– )

Tidigare medlemmar
- Alex Oriz – gitarr (2019–2021)

## Diskografi
Studioalbum
- Above the Sky (2019)
- A Christmas Carol (2020)
- Power Train (2025)

Singlar
- "Above the Sky in Tokyo" (live) (2021)
- "Metal United" (2021)
- "Glory of Christmas" (2021)
- "A New Beginning" (2024)
- "A Story in the Night" (2025)